# 1906 au Québec
Cet article traite des événements survenus en 1906 au Québec. 

## Événements

### Janvier
- 1er janvier : Léo-Ernest Ouimet inaugure la première salle de cinéma au Québec. Surnommé le Ouimetoscope, elle est située au coin des rues Sainte-Catherine et Montcalm[1].
- 3 janvier : John Charles Kaine est nommé ministre sans portefeuille[2].
- 18 janvier : ouverture de la deuxième session de la 11e législature (en). Lors du discours du Trône, le premier ministre Lomer Gouin réclame une augmentation du subside fédéral et fait part de sa position sur le territoire du Labrador qu'il revendique pour le Québec. Il se dit d'ailleurs prêt à aller devant les tribunaux pour faire valoir sa cause[3].
- 19 janvier : pour la première fois au Québec depuis les débuts de la Confédération, la réponse au Discours du Trône est faite par un député ministériel[4].
- 31 janvier : le discours du budget, lû par le trésorier John Charles McCorkill, mise sur une augmentation du subside fédéral plutôt que sur une taxe indirecte pour faire augmenter les revenus de l'État[5].

### Février
- 1er février : Henry Archer Ekers est élu maire de Montréal. Il a obtenu 3 000 voix de plus que son adversaire William E. Doran[6].
- 23 février : Alphonse Verville est le premier candidat du Parti ouvrier à remporter une élection partielle fédérale au Québec. Il représentera la circonscription de Maisonneuve à Ottawa. Il a obtenu 11 000 voix de plus que son adversaire libéral[7].

### Mars
- 1er mars : Jean-Georges Garneau est élu maire de Québec. Son adversaire était le député libéral Louis-Alexandre Taschereau appuyé par l'ancien maire Simon-Napoléon Parent[8].
- 9 mars : 
  - le gouvernement Gouin fait adopter le projet de loi sur les syndicats coopératifs, permettant ainsi le développement des Caisses populaires Desjardins[9].
  - la session parlementaire est prorogée.
- 17 mars : les Wanderers de Montréal remportent la Coupe Stanley face aux Silver Deven d'Ottawa[10].

### Mai
- 1er mai : environ 500 personnes manifestent à Montréal à l'occasion de la Fête du Travail. Cette marche est organisée par les chefs du Parti ouvrier du Canada[11].
- 18 mai : le paquebot Empress of Britain arrive à Québec. Il doit, avec son sistership l'Empress of Ireland, assurer une liaison régulière entre Liverpool et la Vieille-Capitale[12].

### Juin
- 2 juin : le Parc Dominion est inauguré à Montréal[13].
- 18 juin : le ministre fédéral Louis-Philippe Brodeur promet de rendre le port de Montréal accessible à tous les navires en faisant creuser un chenal de 30 pieds de profondeur, qui permettra, selon lui, à tous les bateaux de fort tonnage de remonter jusqu'à la métropole[14].
- 19 juin : Alphonse Olier et Auguste Renault découvrent les gisements aurifères du lac Fortune au Témiscamingue[15].
- 29 juin : une manifestation rassemble 3 000 personnes à Montréal contre un projet de loi fédéral interdisant toute activité le dimanche[16].

### Juillet
- 23 juillet : le premier ministre canadien Wilfrid Laurier fait adopter la loi du dimanche en y apportant quelques amendements. Les activités interdites y sont maintenant spécifiées[17].

### Août
- 28 août : le vapeur Durdum brise la porte de l'écluse du canal de Lachine lors de son passage, occasionnant des inondations dans les quartiers avoisinants[18].
- 31 août : J. C. McCorkill ayant été nommé juge, Lomer Gouin procède à un remaniement ministériel. Auguste Tessier devient le nouveau trésorier, Louis-Jules Allard devient ministre de l'Agriculture et William Alexander Weir devient ministre des Travaux publics[19] et ministre du Travail.

### Septembre
- 10 septembre : les libéraux William Frederick Vilas (en) et William Alexander Weir remportent les élections partielles de Brome et Argenteuil[4].
- 20 septembre : l'Université Laval de Montréal inaugure son école de pharmacie[20].

### Octobre
- 8 octobre : 
  - lors d'une grève dans une scierie de Buckingham, le chef du syndicat Thomas Bélanger et l'un des grévistes, François Thériault, sont tués à l'occasion d'une échauffourée avec la police. Par la suite, la loi de l'émeute sera proclamée et l'armée devra intervenir pour briser la grève[21].
  - une conférence interprovinciale a lieu à Ottawa où les provinces réclament une augmentation substantielle des subsides fédéraux. Lomer Gouin obtient 500 000 $ de plus par année pour le Québec[22].
- 20 octobre : environ 20 000 personnes assistent à une assemblée contradictoire[23] à Beauport entre Henri Bourassa et le ministre fédéral Rodolphe-Toussaint Lemieux. Bourassa va soutenir le candidat nationaliste Lorenzo Robitaille, qui se présente à l'élection partielle fédérale de Québec-Comté[24].
- 23 octobre : le candidat nationaliste Lorenzo Robitaille remporte l'élection partielle fédérale de Québec-Comté[25].
- 29 octobre : le libéral Louis-Joseph Gauthier remporte l'élection partielle fédérale de L'Assomption[4].

### Novembre
- 2 novembre : Trefflé Berthiaume rachète La Presse à William Mackenzie et à Donald Mann (en) qui lui avaient acheté le journal en 1904. Le tirage atteint maintenant 95 000 exemplaires[26].
- 5 novembre : le libéral Joseph-Aldéric Benoît remporte l'élection partielle d'Iberville[4].
- 20 novembre : le libéral Louis-Albin Thériault est élu lors de l'élection partielle des Îles-de-la-Madeleine[4].

## Naissances
- 14 février - Roland Beaudry (journaliste et politicien) († 14 février 1964)
- 10 mars - Lionel Bertrand (journaliste et politicien) († 25 mars 1979)
- 29 mars - Émile Legault (homme de théâtre) († 28 août 1983)
- 2 avril - Alphonse-Marie Parent (personnalité religieuse) († 7 octobre 1970)
- 8 avril - Raoul Jobin (ténor) († 13 janvier 1974)
- 16 mai - Alfred Pellan (peintre et illustrateur) († 31 octobre 1988)
- 1er juin - Charles-Émile Gadbois (musicien et folkloriste) († 24 mai 1981)
- 29 juillet - Charles De Koninck (philosophe et théologien) († 13 février 1965)

## Décès
- 19 mai - Gabriel Dumont (chef métis) (º décembre 1837)
- 11 juin - Hector-Louis Langevin (journaliste et politicien) (º 25 août 1826)
- 7 octobre - Honoré Beaugrand (journaliste) (º 24 mars 1848)